# Івановка (Ленінськ-Кузнецький округ)
Іва́новка (рос. Ивановка) — селище у складі Ленінськ-Кузнецького округу Кемеровської області, Росія.

## Населення
Населення — 263 особи (2010; 350 у 2002).
Національний склад (станом на 2002 рік):
- росіяни — 96 %